# St. Johann im Dorf

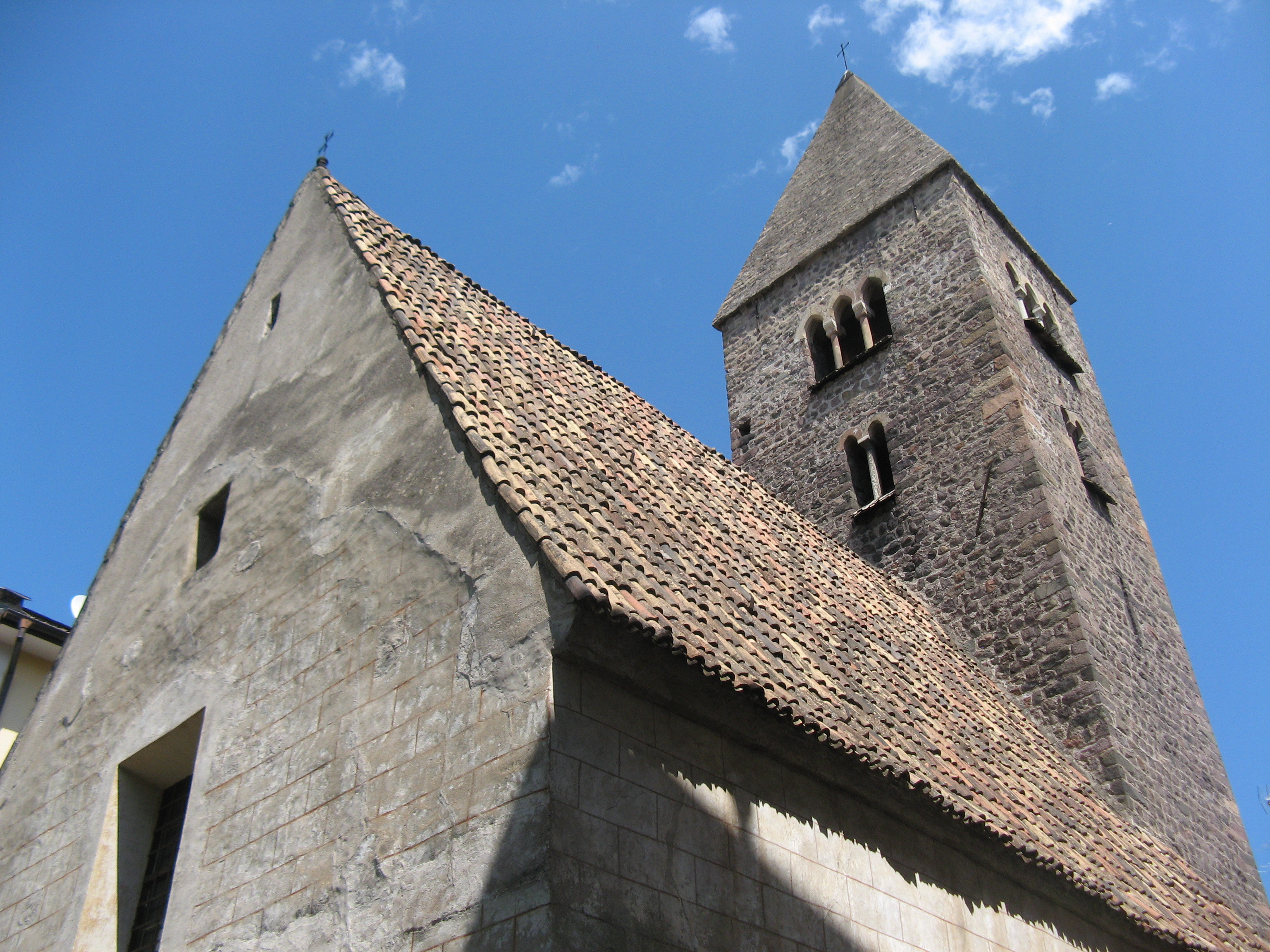
St. Johann im Dorf

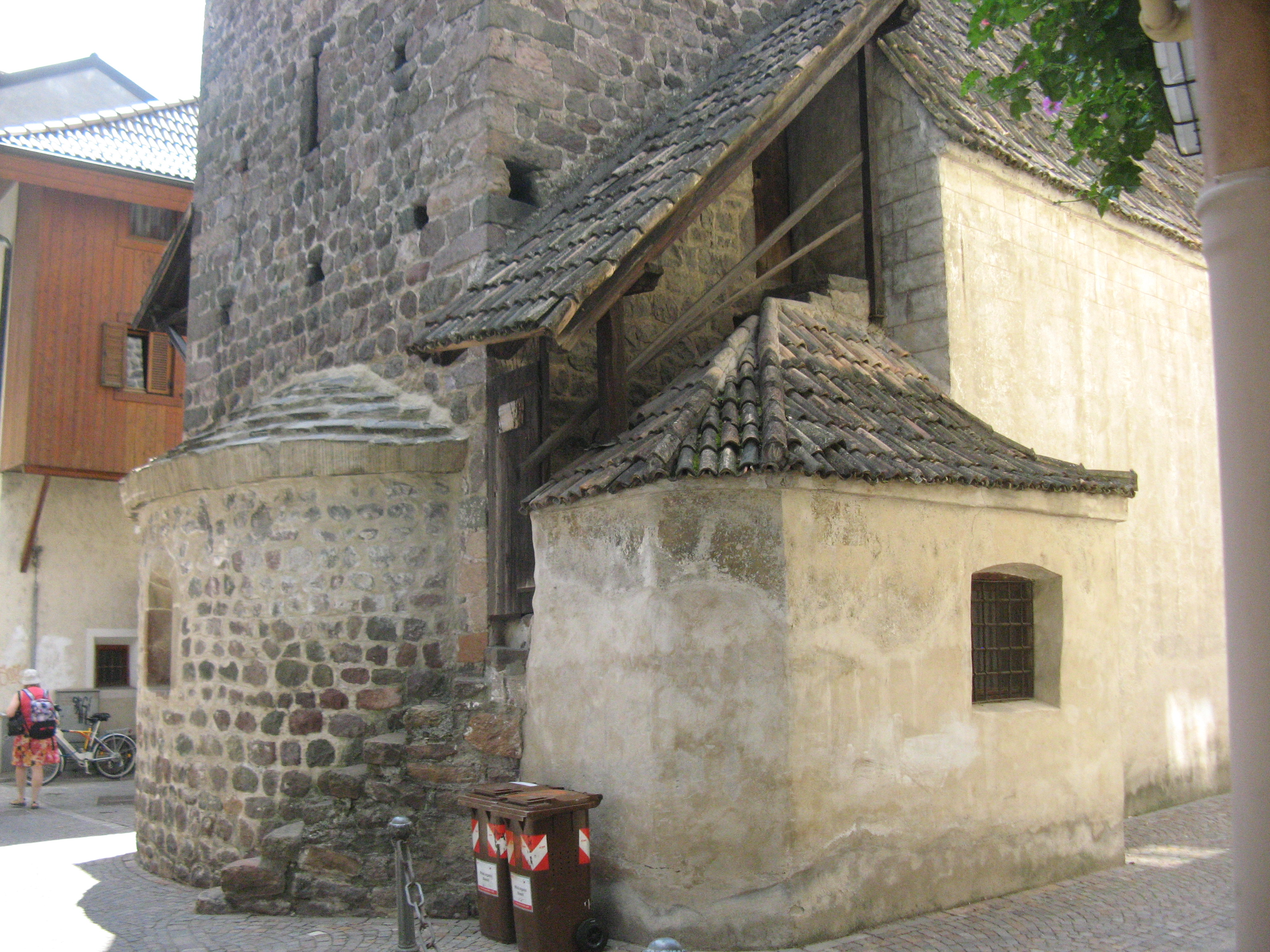
Apsis, Sakristei und Aufgang zum Kirchturm

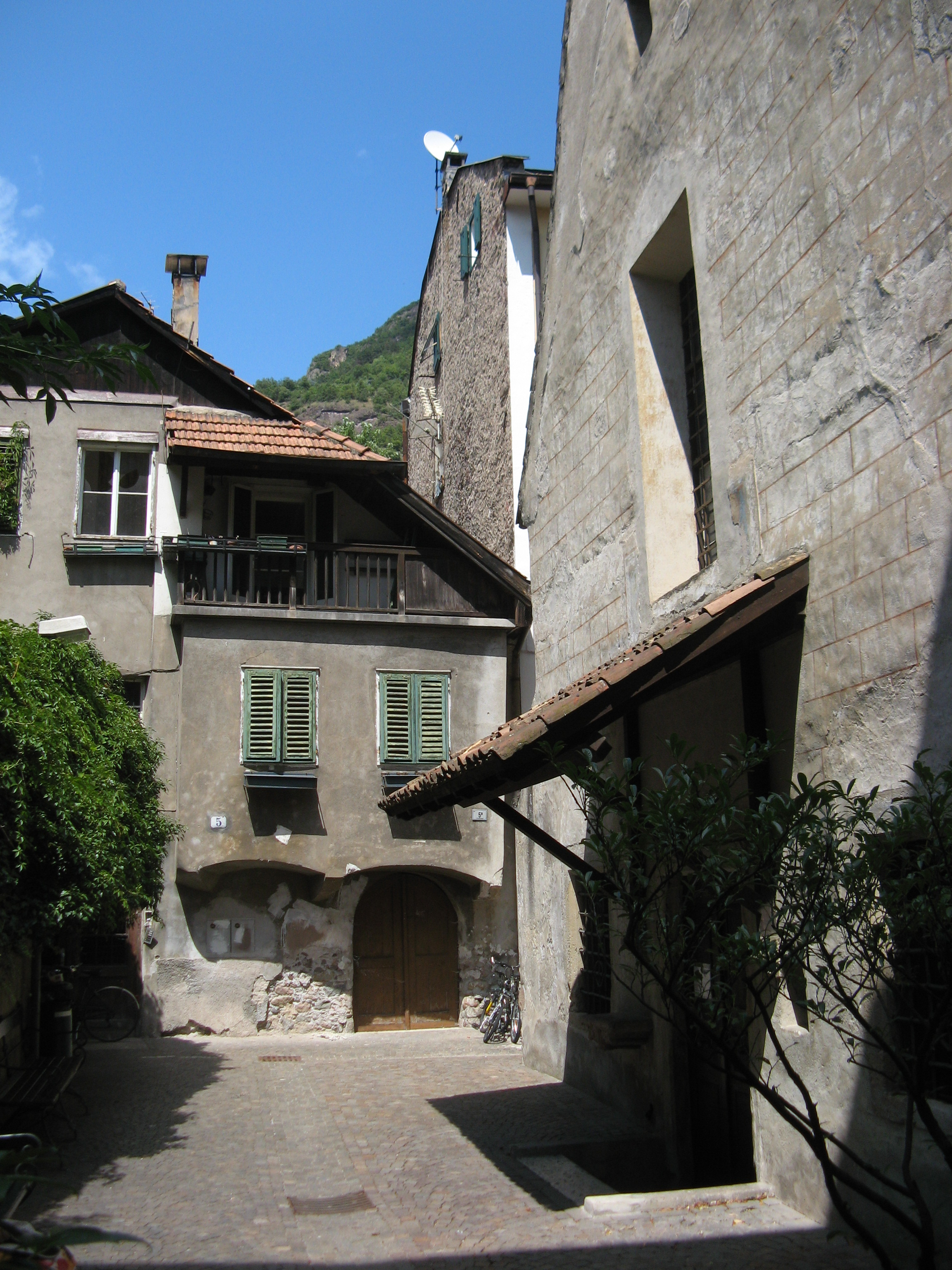
Westseite mit Portal und benachbarten Häusern

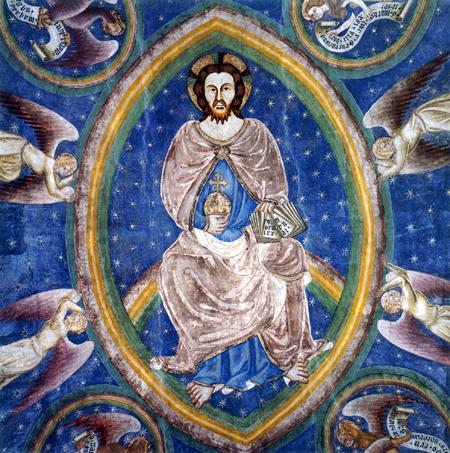
Die Majestas-Domini-Darstellung von ca. 1330/35

St. Johann im Dorf (italienisch S. Giovanni in Villa) ist eine römisch-katholische Kirche in St. Johann, einem Stadtteil der Südtiroler Landeshauptstadt Bozen. Sie liegt in der ehemaligen Landgemeinde Zwölfmalgreien nördlich der Altstadt in der St.-Johann-Gasse. Seit 1977 steht sie unter Denkmalschutz.

## Geschichte
Die Vorgängerkirche war der erste Sakralbau des ältesten vorstädtischen Bozner Siedlungskerns, der bereits um 1173/77 als „forum in loco qui Uilla dicitur iuxta fluvium molendinorum“ – also als Marktplatz im Dorf nahe dem Mühlbach – in einer Traditionsnotiz des Klosters Biburg bezeugt ist. Wenig später, am 10. Mai 1180, wurde die heutige romanische Kirche anlässlich ihrer Weihe durch Bischof Salomon von Trient als Filialkirche der Pfarre Bozen in der sogenannten Bozner Chronik, einer annalistischen Geschichtschronik aus dem 14. Jahrhundert, erstmals genannt, offensichtlich im Kontext der Neugründung der städtischen Marktsiedlung Bozen durch die Trienter Bischöfe. Die Kirche wird auch im Gesamttiroler Urbar Graf Meinhards II. von 1288 als „sand Johannes“ genannt, da der Landesfürst hier über abgabenpflichtigen Besitz verfügte.

## Architektur
Das Gebäude ist einschiffig mit einer halbrunden Apsis; im 14. Jahrhundert wurde der Kirchturm mit gemauerter Pyramide von lombardischen Meistern errichtet. Im Inneren besitzt die Kirche eine Spitztonne, im 17. Jahrhundert wurden die Tür und die Fensteröffnungen ausgebrochen. In dieser Zeit wurde auch eine Sakristei angebaut. Am Altar von 1863/64 befinden sich Figuren aus den 1510er Jahren, die Schülern von Hans Klocker zugeschrieben werden und die die heilige Barbara sowie das Haupt Johannes des Täufers darstellen. Die übertünchten Fresken wurden 1926 wieder freigelegt und in den 1980er Jahren unter der Ägide des Landeskonservators Helmut Stampfer restauriert. Nach dem Bruch einer Druckleitung, der sich am 18. August 1997 wenige Meter von der Kirche entfernt ereignete, wurde auch die Kirche überschwemmt, die tiefer liegenden Fresken wurden beschädigt.

## Fresken
Die bedeutende Freskierung der Kirche wurde in mehreren Phasen durchgeführt. Die Ausmalung der Apsis und der Triumphbogenwand wurde vom sogenannten Meister des Chores von St. Johann im Dorf um 1330–1335 vorgenommen. Sein noch großteils romanischer Stil weist bereits leichte Anklänge des gotischen Linearstils und Elemente von Giotto auf. In der Gewölbetonne ist Christus mit der Weltkugel dargestellt, umgeben von den Evangelistensymbolen. Eine Marienkrönung in der Apsiswölbung an der Altarwand ist beschädigt. Darunter befinden sich Bücher haltende und disputierende Apostel. Die Bilder der Triumphbogenwand sind stark beschädigt und nur mehr teilweise erkennbar. Fragment ist eine Verkündigung in der Scheitelzone, darunter ist rechts Johannes der Täufer zu erkennen, über dem zwei Darstellungen der hll. Bartholomäus und Ulrich aus jüngerer Zeit zu sehen sind. Auf der linken Seite befinden sich die hl. Anna und eine Heilige Sippe, bestehend aus 17 Personen.
Die Langhauswände wurden um 1365 von zwei Künstlern gestaltet, die als Erster und Zweiter Meister von St. Johann im Dorf bezeichnet werden und von Guariento di Arpo beeinflusst waren. Als Stifter dieser Bilder wird die kunstsinnige Familie Botsch angenommen, die auch die Fresken in der Dominikanerkirche in Bozen in Auftrag gegeben hat. Ihr Wappen erscheint nämlich in der Zierbordüre der Fresken. Im Gewölbe ist eine Majestas Domini inmitten eines Sternenhimmels dargestellt, die von Engeln getragen und von den Evangelistensymbolen umgeben ist. An der Südwand ist in zwei Registern ein Zyklus von Bildern aus dem Leben Johannes des Täufers zu sehen, darunter die Weissagung an Zacharias, die Geburt und die Namengebung; das untere Register ist aber durch Feuchtigkeitseinfluss so gut wie nicht mehr zu erkennen. An der Nordwand wird das Leben des Evangelisten Johannes erzählt (wie er den Giftbecher trinkt, zwei Tote auferweckt, dem Bischof einen Jüngling schickt und ihn dann wieder zurückfordert). Die Fresken zeigen einen Detailreichtum an Alltagsdingen, einen um Tiefe bemühten Architekturraum, in dem die plastisch ausgeformten Figuren agieren, und eine lebendige Inszenierung des Geschehens. In ihnen trifft die italienische Kunstauffassung des Trecento mit deutschen Einflüssen zur Bozner Schule zusammen.
Die von engen und verwinkelten Gassen umgebene Kirche ist samstags von 10:00 bis 12:30 zur Besichtigung geöffnet (Stand Juli 2016).

## Archiv
Aus den Jahren 1585 bis 1809 sind 76 Rechnungsbücher von St. Johann im Dorf im Stadtarchiv Bozen überliefert (Hss. 1321–1397), die von den jeweiligen Kirchpröpsten geführt wurden.